# Rød (Hvaler)
Rød est une ville de la municipalité de Hvaler, sur l'île de Asmaløy dans le comté d'Østfold, en Norvège.

## Description
Comme le reste de l'île, Rød  se trouve dans les limites du parc national d'Ytre Hvaler. Elle est située au sud-est du pays, près de la rive orientale de l'Oslofjord et de la frontière avec la Suède.